# Badminton nos Jogos Olímpicos
O badminton é disputado nos Jogos Olímpicos desde a edição de Barcelona 1992 (em Munique 1972 e Seul 1988 o esporte foi disputado como demonstração). Mais de cinquenta países já estiveram representados nos torneios, compostos atualmente de cinco eventos, dois individuais (masculino e feminino) e três de duplas (masculino, feminino e misto — este último incluído apenas na edição de Atlanta 1996).
Na primeira edição, na qual o esporte foi disputado, quatro medalhas foram distribuídas em cada um dos quatro eventos (ouro, prata e dois bronzes, para os perdedores das semifinais). Na edição seguinte, a disputa de duplas mistas foi adicionada e os perdedores das semifinais passaram a disputar uma única medalha de bronze, mantendo esse formato até os dias atuais.

## Eventos
| Eventos           | 1992 | 96 | 00 | 04 | 08 | 12 | 16 | 20 | 24 |
| ----------------- | ---- | -- | -- | -- | -- | -- | -- | -- | -- |
| Simples masculino | •    | •  | •  | •  | •  | •  | •  | •  | •  |
| Duplas masculinas | •    | •  | •  | •  | •  | •  | •  | •  | •  |
| Simples feminino  | •    | •  | •  | •  | •  | •  | •  | •  | •  |
| Duplas femininas  | •    | •  | •  | •  | •  | •  | •  | •  | •  |
| Duplas mistas     |      | •  | •  | •  | •  | •  | •  | •  | •  |
|                   |      |    |    |    |    |    |    |    |    |
| Total de eventos  | 4    | 5  | 5  | 5  | 5  | 5  | 5  | 5  | 5  |

## Quadro geral de medalhas

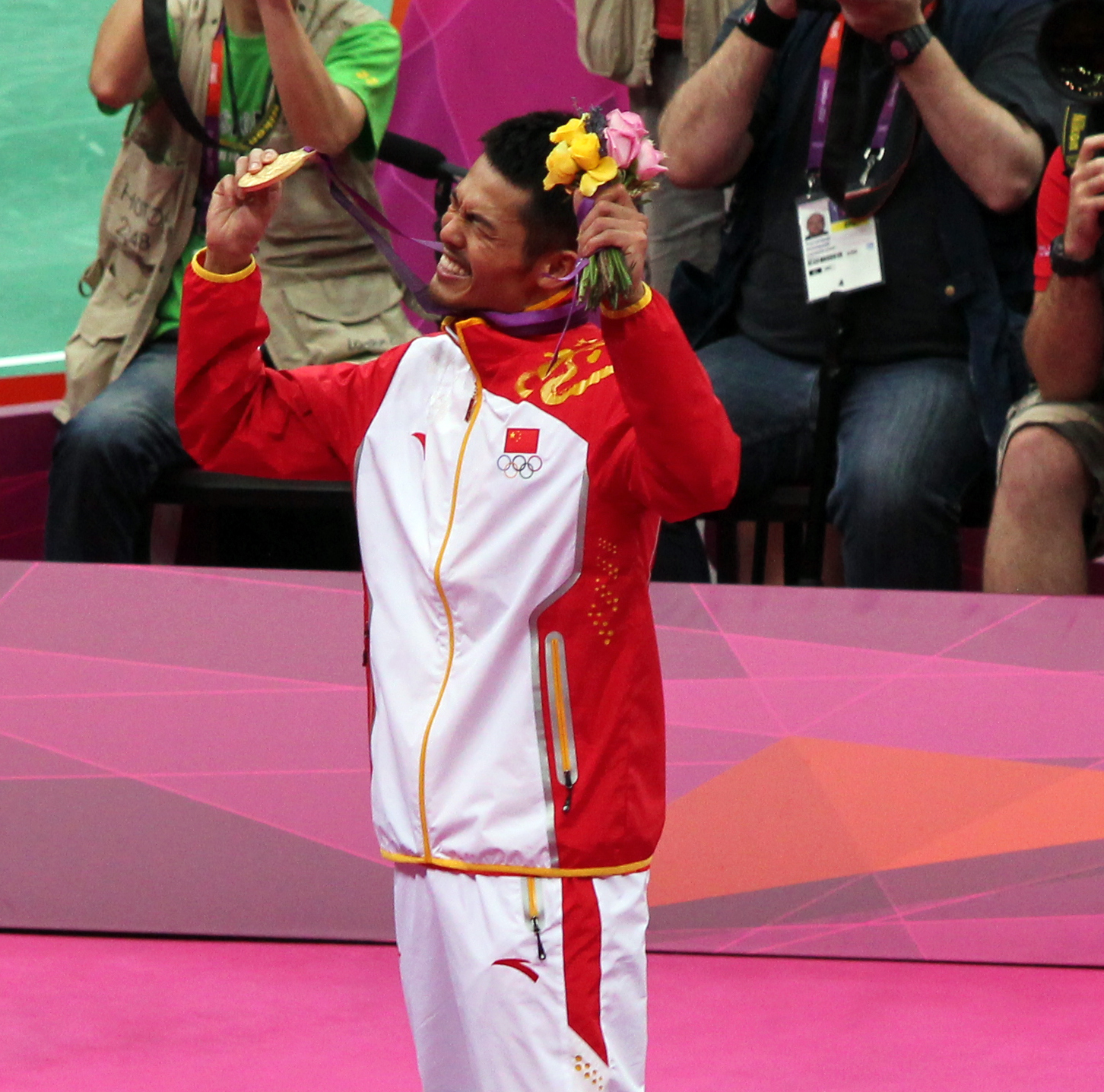
Lin Dan conquistou duas medalhas de ouro para a China (na foto, celebrando em 2012)

| Ordem | País              | Medalha de ouro | Medalha de prata | Medalha de bronze |     |
| ----- | ----------------- | --------------- | ---------------- | ----------------- | --- |
| 1     | CHN China         | 22              | 15               | 15                | 52  |
| 2     | INA Indonésia     | 8               | 6                | 8                 | 22  |
| 3     | KOR Coreia do Sul | 7               | 8                | 7                 | 22  |
| 4     | DEN Dinamarca     | 3               | 3                | 4                 | 10  |
| 5     | TPE Taipé Chinês  | 2               | 1                |                   | 3   |
| 6     | JPN Japão         | 1               | 1                | 4                 | 6   |
| 7     | ESP Espanha       | 1               |                  |                   | 1   |
| 8     | MAS Malásia       |                 | 6                | 5                 | 11  |
| 9     | GBR Grã-Bretanha  |                 | 1                | 2                 | 3   |
|       | IND Índia         |                 | 1                | 2                 | 3   |
| 11    | NED Países Baixos |                 | 1                |                   | 1   |
|       | THA Tailândia     |                 | 1                |                   | 1   |
| 13    | RUS Rússia        |                 |                  | 1                 | 1   |
| TOTAL | TOTAL             | 44              | 44               | 48                | 136 |